# Macrobrachium choprai
Macrobrachium choprai är en kräftdjursart som först beskrevs av Tiwari 1949.  Macrobrachium choprai ingår i släktet Macrobrachium och familjen Palaemonidae. Inga underarter finns listade i Catalogue of Life.